# هارمونی (کنتاکی)
هارمونی (به انگلیسی: Harmony) یک منطقهٔ مسکونی در ایالات متحده آمریکا است که در شهرستان فولتن، کنتاکی واقع شده‌است. هارمونی ۱۲۷٫۱ متر بالاتر از سطح دریا قرار دارد.